# Morane-Saulnier M.S.225
Morane-Saulnier M.S.225 là một loại máy bay tiêm kích của Pháp trong thập niên 1930.

## Biến thể
M.S.225
M.S.226
M.S.226bis
M.S.227
M.S.275
M.S.278

## Quốc gia sử dụng
Pháp
- Armee de l'Air
- Aeronavale

 Đài Loan

## Tính năng kỹ chiến thuật (M.S.225)
Dữ liệu lấy từ The Complete Book of Fighters
Đặc điểm tổng quát
- Kíp lái: 1
- Chiều dài: 7,25 m (23 ft 9½ in)
- Sải cánh: 10,56 m (34 ft 7⅔ in)
- Chiều cao: 3,26 m (10 ft 8½ in)
- Diện tích cánh: 17,20 m² (185,1 ft²)
- Trọng lượng rỗng: 1.154 kg (2.544 lb)
- Trọng lượng có tải: 1.590 kg (3.505 lb)
- Động cơ: 1 × Gnome-Rhône 9Kdrs, 373 kW (500 hp)

 Hiệu suất bay 
- Vận tốc cực đại: 334 km/h (180 knot, 207 mph) ở độ cao 3.850 m (12.630 ft)
- Tầm bay: 700 km (378 nm, 435 mi)
- Trần bay: 10.000 m (32.810 ft)
- Vận tốc lên cao: 6,12 m/s (1.204,08 ft/phút)

Trang bị vũ khí

- 2 × Súng máy Vickers 7,7 mm (.303 in)